# Cytisopsis ahmedii
Cytisopsis ahmedii là một loài thực vật có hoa trong họ Đậu. Loài này được (Batt. & Pit.) Lassen miêu tả khoa học đầu tiên.